# 卡萊爾米爾 (加利福尼亞州)
卡萊爾米爾（英語：Clare Mill）是位於美國加利福尼亞州門多西諾縣的一個非建制地區。該地的面積和人口皆未知。

## 地理
卡萊爾米爾的座標為39°24′59″N 123°25′41″W / 39.41639°N 123.42806°W，而該地的平均海拔高度為293米（即961英尺）。